# Astaenomoechus setulosus
Astaenomoechus setulosus är en skalbaggsart som beskrevs av Edgar von Harold 1874. Astaenomoechus setulosus ingår i släktet Astaenomoechus och familjen Hybosoridae. Inga underarter finns listade.